# Podmornice klase Sava
Klasa Sava bila je klasa jugoslavenskih napadnih podmornica. Izrađivane u razdoblju od 1978. do 1982., napravljene su dvije jedinice: P-831 Sava i P-832 Drava. Glavno naoružanje je činilo šest torpednih cijevi i komplet od deset torpeda promjera 533 mm a osim toga imala je i mogućnost minoploganja.
Početkom Domovinskog rata obje podmornice su odvezene u Crnu Goru gdje su povučene iz službe te ponuđene na prodaju